# Qatar ved sommer-OL 2024
Qatar deltog i sommer-OL 2024 i Paris, Frankrig, fra den 26. juli til den 11. august 2024.
Qatar vandt én bronsemedalje.

## Medaljer
| 2024 Paris | Guld | Sølv | Bronze | Total |
| Qatar      | 0    | 0    | 1      | 1     |

### Medaljevinderne
| Qatar under sommer-OL 2024 i Paris | Qatar under sommer-OL 2024 i Paris | Qatar under sommer-OL 2024 i Paris | Qatar under sommer-OL 2024 i Paris | Qatar under sommer-OL 2024 i Paris |
| Medalje                            | Navn                               | Sport                              | Event                              | Dato                               |
| ---------------------------------- | ---------------------------------- | ---------------------------------- | ---------------------------------- | ---------------------------------- |
| Bronze                             | Mutaz Essa Barshim                 | Atletik                            | Herrernes højdespring              | 10. august                         |